# Campeonato Paulista de Futebol Feminino Sub-17 de 2023
O Campeonato Paulista Feminino Sub-17 de 2023 foi a sétima edição deste evento esportivo, um torneio estadual de futebol feminino organizado pela Federação Paulista de Futebol (FPF).
O torneio compreendeu quatro distintas fases e envolveu a participação de um total de 13 clubes, ocorrendo no período de 7 de maio a 9 de setembro. A fase inicial consistiu na divisão dos participantes em dois grupos, nos quais os clubes enfrentaram seus oponentes da mesma chave em partidas de turno e returno. Nas fases subsequentes, a determinação dos avançados para a fase seguinte baseou-se no resultado agregado das duas partidas, culminando na redução progressiva do número de clubes a cada fase até a disputa da final.
O título da edição foi conquistado pelo São Paulo, que venceu a decisão contra a Ferroviária, com um placar agregado de 2 a 1. Este triunfo marcou o sexto título na história do clube paulistano neste torneio.

## Antecedentes
Em 22 de fevereiro de 2017, a FPF organizou um congresso técnico que estabeleceu a criação do torneio. No mesmo dia, a entidade divulgou o regulamento da primeira edição. e emitiu um comunicado declarando que o campeonato tinha como objetivo principal "fomentar o futebol feminino, atraindo mais praticantes para a modalidade e gerando novos talentos para o futuro do esporte no Brasil". Notavelmente, este foi o primeiro campeonato de base de futebol feminino no Brasil. Posteriormente, outras competições semelhantes surgiram, como o Campeonato Brasileiro Sub-16 e Sub-18. O São Paulo se destacou ao conquistar cinco dos seis primeiros títulos disputados nas edições de 2017, 2018, 2019, 2021 e 2022.

## Formato e participantes
A edição em questão foi disputada por 13 clubes, os quais foram distribuídos em dois grupos distintos. O formato de competição implicou em confrontos diretos entre os clubes, realizados em partidas de ida e volta, totalizando assim 14 rodadas durante a fase inicial da competição. A progressão no torneio foi definida da seguinte maneira: os quatro times mais bem colocados de cada grup avançaram para as quartas de final. O chaveamento dos confrontos das quartas de final foi estabelecido de acordo com o desempenho geral das equipes ao longo do torneio.
| Equipe                 | Cidade              | Participações | Títulos                           |
| ---------------------- | ------------------- | ------------- | --------------------------------- |
| Atlético Guaratinguetá | Guaratinguetá       | 1             | —                                 |
| Audax                  | Osasco              | 5             | —                                 |
| Centro Olímpico        | São Paulo           | 6             | —                                 |
| Corinthians            | São Paulo           | 4             | —                                 |
| Ferroviária            | Araraquara          | 6             | —                                 |
| Manos                  | São Paulo           | 1             | —                                 |
| Mauaense               | Mauá                | —             | —                                 |
| Santos                 | Santos              | 5             | 1 (2020)                          |
| São Caetano            | São Caetano do Sul  | —             | —                                 |
| São José-SP            | São José dos Campos | 4             | —                                 |
| São Paulo              | São Paulo           | 6             | 5 (2017, 2018, 2019, 2021 e 2022) |
| Ska Brasil             | Santana de Parnaíba | 2             | —                                 |
| União Mogi             | Mogi das Cruzes     | 2             | —                                 |

## Primeira fase
Os primeiros jogos da fase de grupos tiveram início em 7 de maio, com a rodada inaugural sendo disputada apenas pelos integrantes do primeiro grupo. Em 30 de julho, a primeira fase chegou ao seu término, e os seguintes clubes garantiram sua classificação para as quartas de final: Centro Olímpico, Corinthians, Ferroviária, Manos, Santos, São José, São Paulo e União Mogi.

## Fases finais
No dia 6 de agosto, teve início a fase das quartas de final, com a realização dos quatro confrontos programados. Corinthians, Ferroviária e São Paulo demonstraram seu domínio ao derrotarem seus adversários de forma convincente, encaminhando assim suas respectivas classificações, que foram confirmadas com novos triunfos nos jogos de volta. A única disputa que se mostrou equilibrada ocorreu entre Centro Olímpico e Santos, culminando na classificação do clube da capital após a decisão por pênaltis.
Nas semifinais, ocorreu o clássico majestoso, no qual o São Paulo se classificou ao vencer ambos os jogos contra o seu rival. No outro confronto, a Ferroviária eliminou o Centro Olímpico ao triunfar em ambas as partidas.
O primeiro jogo da decisão ocorreu em 6 de setembro, no estádio Gabriel Marques da Silva, em Santana de Parnaíba. Nessa ocasião, o São Paulo venceu por 2 a 0. Três dias depois, o jogo de volta aconteceu na Fonte Luminosa, em Araraquara. O clube da casa venceu a partida por um placar mínimo, porém, não conseguiu reverter a desvantagem, resultando na conquista do título pelo São Paulo.
|  | Quartas de final     | Quartas de final | Quartas de final | Quartas de final |   |                 | Semifinais        | Semifinais        | Semifinais        | Semifinais        |  |           | Final             | Final             | Final             | Final             |  |  |
|  | 6 a 13 de agosto     | 6 a 13 de agosto | 6 a 13 de agosto | 6 a 13 de agosto |   |                 | 20 e 23 de agosto | 20 e 23 de agosto | 20 e 23 de agosto | 20 e 23 de agosto |  |           | 6 e 9 de setembro | 6 e 9 de setembro | 6 e 9 de setembro | 6 e 9 de setembro |  |  |
|  |                      |                  |                  |                  |   |                 |                   |                   |                   |                   |  |           |                   |                   |                   |                   |  |  |
|  | Manos                | 0                | 1                | 1                |   |                 |                   |                   |                   |                   |  |           |                   |                   |                   |                   |  |  |
|  | São Paulo            | 7                | 5                | 12               |   |                 |                   |                   |                   |                   |  |           |                   |                   |                   |                   |  |  |
|  | São Paulo            | 7                | 5                | 12               |   | São Paulo       | 2                 | 2                 | 4                 |                   |  |           |                   |                   |                   |                   |  |  |
|  |                      |                  |                  |                  |   | São Paulo       | 2                 | 2                 | 4                 |                   |  |           |                   |                   |                   |                   |  |  |
|  |                      | Corinthians      | 0                | 1                | 1 |                 |                   |                   |                   |                   |  |           |                   |                   |                   |                   |  |  |
|  | São José-SP          | Corinthians      | 0                | 1                | 1 | 0               | 0                 | 0                 |                   |                   |  |           |                   |                   |                   |                   |  |  |
|  | São José-SP          |                  |                  |                  |   | 0               | 0                 | 0                 |                   |                   |  |           |                   |                   |                   |                   |  |  |
|  | Corinthians          | 6                | 3                | 9                |   |                 |                   |                   |                   |                   |  |           |                   |                   |                   |                   |  |  |
|  | Corinthians          | 6                | 3                | 9                |   |                 |                   |                   |                   |                   |  | São Paulo | 2                 | 0                 | 2                 |                   |  |  |
|  |                      |                  |                  |                  |   |                 |                   |                   |                   |                   |  | São Paulo | 2                 | 0                 | 2                 |                   |  |  |
|  |                      | Ferroviária      | 0                | 1                | 1 |                 |                   |                   |                   |                   |  |           |                   |                   |                   |                   |  |  |
|  | Centro Olímpico (p.) | Ferroviária      | 0                | 1                | 1 | 1               | 0                 | 1 (4)             |                   |                   |  |           |                   |                   |                   |                   |  |  |
|  | Centro Olímpico (p.) |                  |                  |                  |   | 1               | 0                 | 1 (4)             |                   |                   |  |           |                   |                   |                   |                   |  |  |
|  | Santos               | 0                | 1                | 1 (1)            |   |                 |                   |                   |                   |                   |  |           |                   |                   |                   |                   |  |  |
|  | Santos               | 0                | 1                | 1 (1)            |   | Centro Olímpico | 0                 | 0                 | 0                 |                   |  |           |                   |                   |                   |                   |  |  |
|  |                      |                  |                  |                  |   | Centro Olímpico | 0                 | 0                 | 0                 |                   |  |           |                   |                   |                   |                   |  |  |
|  |                      | Ferroviária      | 3                | 2                | 5 |                 |                   |                   |                   |                   |  |           |                   |                   |                   |                   |  |  |
|  | União Mogi           | Ferroviária      | 3                | 2                | 5 | 0               | 0                 | 0                 |                   |                   |  |           |                   |                   |                   |                   |  |  |
|  | União Mogi           |                  |                  |                  |   | 0               | 0                 | 0                 |                   |                   |  |           |                   |                   |                   |                   |  |  |
|  | Ferroviária          | 7                | 8                | 15               |   |                 |                   |                   |                   |                   |  |           |                   |                   |                   |                   |  |  |

- As equipes que estão na parte superior do confronto possuem o mando de campo no primeiro jogo e em negrito as equipes classificadas.

### Gerais
- «Tabela do Paulista Feminino Sub-17 de 2023». Futebol Interior. Consultado em 10 de setembro de 2023. Cópia arquivada em 10 de setembro de 2023
- «Regulamento do Campeonato Paulista Feminino Sub-17 de 2023» (PDF). Federação Paulista de Futebol. Consultado em 10 de setembro de 2023. Cópia arquivada (PDF) em 10 de setembro de 2023

### Específicas
1. ↑  «São Paulo perde em Araraquara, mas garante hexacampeonato». Federação Paulista de Futebol. 9 de setembro de 2023. Consultado em 10 de setembro de 2023. Cópia arquivada em 10 de setembro de 2023
2. 1 2 3  «Federação Paulista cria campeonato estadual feminino sub-17». GloboEsporte.com. 23 de fevereiro de 2017. Consultado em 1 de setembro de 2018. Cópia arquivada em 2 de setembro de 2018
3. ↑  «FPF anuncia criação de Campeonato Paulista feminino sub-17». Gazeta Esportiva. 23 de fevereiro de 2017. Consultado em 1 de setembro de 2018. Cópia arquivada em 2 de setembro de 2018
4. ↑  Adalberto Leister Filho (24 de fevereiro de 2017). «FPF faz Paulista feminino sub-17 pela primeira vez». Máquina do Esporte. Consultado em 1 de setembro de 2018. Arquivado do original em 26 de fevereiro de 2017
5. ↑  «Ferroviária vence na estreia do Brasileiro Feminino Sub-16». Revista Comércio, Indústria e Agronegócio. 8 de dezembro de 2019. Consultado em 30 de agosto de 2020. Cópia arquivada em 17 de janeiro de 2020
6. ↑  Fernanda Silva (15 de janeiro de 2019). «CBF amplia calendário do feminino e cria competição de base». Olimpíada Todo Dia. Consultado em 30 de agosto de 2020. Cópia arquivada em 30 de agosto de 2020
7. ↑  «São Paulo empata com a Ferroviária e ergue taça do Campeonato Paulista Feminino Sub-17». Lance!. 27 de novembro de 2022. Consultado em 28 de novembro de 2022. Cópia arquivada em 27 de novembro de 2022
8. ↑  «Ferroviária conhece grupo para a disputa do Paulista Feminino Sub-17». Revista Comércio, Indústria e Agronegócio. 4 de abril de 2023. Consultado em 10 de setembro de 2023. Cópia arquivada em 13 de abril de 2023
9. ↑  «PAULISTA FEMININO SUB-17 TEM MAIS DETALHES DIVULGADOS». OneFootball. 8 de abril de 2023. Consultado em 10 de setembro de 2023. Cópia arquivada em 10 de setembro de 2023
10. ↑  «União Mogi vence Audax e fatura última vaga que estava em aberto». Federação Paulista de Futebol. 30 de julho de 2023. Consultado em 10 de setembro de 2023. Cópia arquivada em 10 de setembro de 2023
11. ↑  «Corinthians, São Paulo, Ferroviária e Centro Olímpico vencem na ida». Federação Paulista de Futebol. 6 de agosto de 2023. Consultado em 10 de setembro de 2023. Cópia arquivada em 10 de setembro de 2023
12. ↑  «São Paulo goleia o Manos FC novamente e avança às semfinais». Federação Paulista de Futebol. 12 de setembro de 2023. Consultado em 10 de setembro de 2023. Cópia arquivada em 10 de setembro de 2023
13. ↑  «PAULISTA FEMININO SUB 17: Corinthians avança; Santos é eliminado nos pênaltis». Futebol Interior. 12 de agosto de 2023. Consultado em 10 de setembro de 2023. Cópia arquivada em 15 de agosto de 2023
14. ↑  «PAULISTA FEMININO SUB 17: Ferroviária volta a golear União Mogi e está nas semifinais». Futebol Interior. 13 de agosto de 2023. Consultado em 10 de setembro de 2023. Cópia arquivada em 15 de agosto de 2023
15. ↑  «Santos feminino perde nos pênaltis e é eliminado nas quartas do Paulista sub-17». Gazeta Esportiva. 12 de agosto de 2023. Consultado em 10 de setembro de 2023. Cópia arquivada em 19 de agosto de 2023
16. ↑  «PAULISTA FEMININO SUB-17: São Paulo elimina Corinthians e é o 1º finalista». Futebol Interior. 23 de agosto de 2023. Consultado em 10 de setembro de 2023. Cópia arquivada em 26 de agosto de 2023
17. ↑  «PAULISTA FEMININO SUB-17: Ferroviária volta a vencer Centro Olímpico e decidirá título». Futebol Interior. 23 de agosto de 2023. Consultado em 10 de setembro de 2023. Cópia arquivada em 26 de agosto de 2023
18. ↑  «Ferroviária perde para o São Paulo no jogo de ida da final do Paulista Feminino Sub-17». Revista Comércio, Indústria e Agronegócio. 6 de setembro de 2023. Consultado em 10 de setembro de 2023. Cópia arquivada em 6 de setembro de 2023
19. ↑  «Guerreiras perdem 1º jogo da final do Paulista Sub-17». Portal Morada. 6 de setembro de 2023. Consultado em 10 de setembro de 2023. Cópia arquivada em 8 de setembro de 2023
20. ↑  «APESAR DE SER DERROTADO PELA FERROVIÁRIA, SÃO PAULO CONQUISTA O HEXA NO PAULISTÃO FEMININO». OneFootball. 9 de setembro de 2023. Consultado em 10 de setembro de 2023. Cópia arquivada em 10 de setembro de 2023
21. ↑  «Ferroviária vence, mas fica com o vice-campeonato do Paulista Feminino Sub-17». Revista Comércio, Indústria e Agronegócio. 9 de setembro de 2023. Consultado em 10 de setembro de 2023. Cópia arquivada em 10 de setembro de 2023